# Північно-західна лікарня «Найтінгейл»
Північно-західна лікарня «Найтінгейл» Національної служби охорони здоров'я Англії (англ. NHS Nightingale Hospital North West) — третя тимчасова лікарня, створена національною службою охорони здоров'я Англії у 2020 році в рамках заходів боротьби з поширенням COVID-19. Вона була закритий у березні 2021 року.

## Будівля
Лікарня була побудована в Манчестерському центральному конференц-комплексі, і відкрита 13 квітня 2020 року.

## Пацієнти
Станом на 4 травня в лікарні було проліковано невелику кількість хворих. Незважаючи на те, що кількість хворих залишалася значно нижчою за очікувану, лікарня не була переведена в режим очікування, як інші тимчасові лікарні Найтінгейл в Англії, натомість слугувала реабілітаційним закладом для одужуючих хворих, а не відділенням інтенсивної терапії для хворих, яким потрібна штучна вентиляція легень.
Відомо, що станом на 26 травня в лікарні померли двоє хворих.
До кінця червня лікарня була переведена в режим очікування, і, як повідомлялося, загалом у ній було проліковано трохи більше 100 хворих.
28 жовтня 2020 року на тлі зростання кількості випадків хвороби у Північній Англії лікарню було знову відкрито з 750 ліжками для хворих із лікарень регіону без коронавірусу, щоб звільнити ліжка в цих лікарнях.